# Žitavce
Žitavce és un poble i municipi d'Eslovàquia que es troba a la regió de Nitra, al sud-oest del país. El 2021 tenia 412 habitants.

## Història
La primera menció escrita de la vila es remunta al 1232.

## Demografia
| Godina             | 1994 | 2004   | 2014    | 2024   |
| ------------------ | ---- | ------ | ------- | ------ |
| Nombre de persones | 328  | 334    | 373     | 396    |
| Diferència         |      | +1,82% | +11,67% | +6,16% |

| Godina             | 2023 | 2024   |
| ------------------ | ---- | ------ |
| Nombre de persones | 399  | 396    |
| Diferència         |      | −0,75% |